# 朱慈𤆃
益先王朱慈𤆃（？—1647年1月20日），又作朱慈炱，号汲素，是益定王朱由木的長子，母為王妃黃氏。
其父朱由木于1634年去世。1636年，朱慈𤆃继位为益王，史称“益先王”，或「益素王」。1644年甲申之變后，他捐款资助抗清事业。1645年十月，朱慈炲在抚州被当地士绅拥立为监国。同年抗清失敗後，逃往廣州。次年，死于广州。

## 王室
- 朱和壐，字仁接，益王
- 朱和垕，字漢雪
- 朱和埈，字雲倬
- 朱和坰，字可升
- 五子，夭
- 六子，夭
- 七子，夭
- 八子，夭